# Procopius Béla

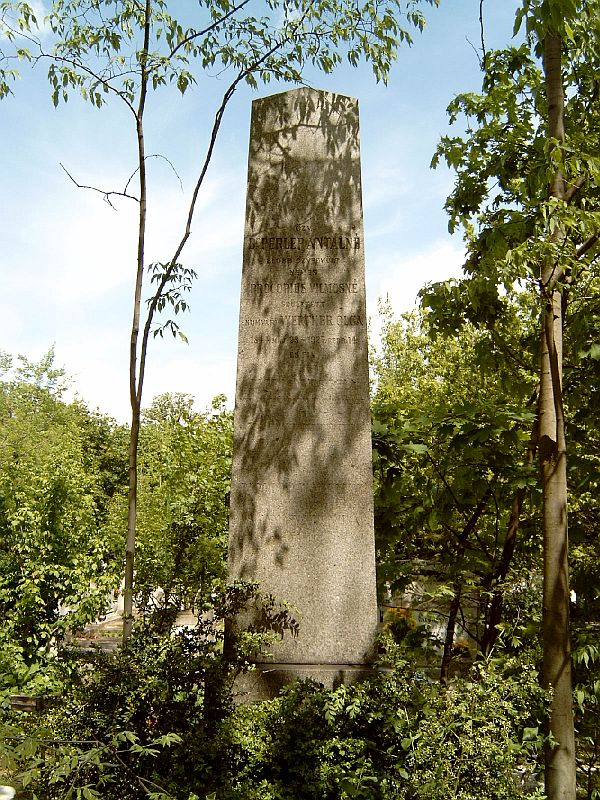
Procopius Béla (1868-1945) numizmatikus sírja Budapesten az Új köztemetőben

Procopius Béla (Pest, 1868 július 23. – Budapest, 1945. július 24.) numizmatikus, a Magyar Numizmatikai Társulat alelnöke.

## Élete és munkássága
A Budapesti Tudományegyetemen szerzett államtudományi diplomát. 1893-ban a kereskedelemügyi minisztériumban kezdte meg pályafutását, később külügyi vonalon dolgozott. 1928-ban athéni nagykövetként vonult nyugdíjba. Nyugdíjba vonulása után minden idejét gyűjteményének fejlesztésére fordította. Gyűjteményében antik bútorok, könyvek, metszetek, régi fegyverek is szerepeltek, de legfőbb szenvedélye az éremgyűjtés volt. Gyűjtését a Római Birodalom pénzeivel kezdte, majd a pápai emlékérmekkel folytatta, ez utóbbi 3300 darabot tett ki.
Értékes éremgyűjteményének egy-egy része ajándékozás útján a Magyar Nemzeti Múzeum éremtárába és a Magyar Numizmatikai Társulat tulajdonába, harmadik része pedig vétel útján a Székesfővárosi Képtárba (Nemzeti Galéria) került, értékes bútorait és egyéb iparművészeti tárgyait az Iparművészeti Múzeumra hagyta.
Procopius Béla az Éremkedvelők Egyesületének tagja, majd alelnöke volt. 1916-ban belépett a Numizmatikai Társaságba is, melynek egy ideig alelnöke, 1934-től pedig tiszteletbeli tagja is lett.

## Művei
- Die Medaillen- und Plakettenkunst in Ungarn. (Huszár Lajossal, Budapest, 1932)

## Külső hivatkozás
- Várostörténeti cikkben említik a Maison Frida vonatkozásában